# 50 migliori giocatori del cinquantenario della NBA
La lista dei 50 migliori giocatori del cinquantenario della NBA (anche nota come NBA's 50th Anniversary All-Time Team o NBA's Top 50) è l'elenco stilato dalla NBA nel 1996 in occasione del proprio cinquantenario.
Il commissario della NBA David Stern annunciò i nomi dei giocatori durante una conferenza stampa il 29 ottobre 1996 a New York. L'annuncio venne fatto al Grand Hyatt Hotel, che si trova oggi dove un tempo sorgeva il Commodore Hotel, dove venne firmata la carta di fondazione della NBA il 6 giugno 1946.
I giocatori selezionati furono poi presentati al pubblico in una cerimonia a Cleveland durante l'intervallo dell'NBA All-Star Game 1997. Ai membri della commissione che scelse i 50 atleti venne chiesto di elencare i nomi senza tener conto del ruolo in campo; gli ex-giocatori non potevano votare per loro stessi. L'unico giocatore scomparso prima dell'annuncio della lista è stato Pete Maravich.
Di questi, 5 giocatori vennero inseriti l'anno successivo anche tra i 30 migliori giocatori della storia ABA: Rick Barry, Billy Cunningham, Julius Erving, George Gervin e Moses Malone.
Venne redatta anche la Top 10 dei migliori allenatori della storia NBA (Top 10 Coaches in NBA History) che comprendeva: Red Auerbach, Chuck Daly, Bill Fitch, Red Holzman, Phil Jackson, John Kundla, Don Nelson, Jack Ramsay, Pat Riley, Lenny Wilkens.

## Votanti
La commissione dei votanti era composta da 50 personalità del mondo della pallacanestro, suddivise in: allenatori, general manager, dirigenti, ex giocatori e giornalisti. I votanti erano:
- Giocatori: Kareem Abdul-Jabbar, Dave Bing, Bill Bradley, Wilt Chamberlain, Bob Cousy, Julius Erving, John Havlicek, Magic Johnson, Bob Lanier, George Mikan, Bob Pettit, Oscar Robertson, Bill Russell, Dolph Schayes, Bill Sharman, Michael Jordan
- Dirigenti (allenatori, general manager, dirigenti): Al Attles, Red Auerbach, Elgin Baylor, Larry Bird, Marty Blake, Hubie Brown, Billy Cunningham, Chuck Daly, Wayne Embry, Alex Hannum, Les Harrison, Red Holzman, Frank Layden, Dick McGuire, Harvey Pollack, Jack Ramsay, Willis Reed, Gene Shue, Isiah Thomas, Wes Unseld, Jerry West.
- Giornalisti: Marv Albert, Fran Blinebury, Mitch Chortkoff, David DuPree, Joe Gilmartin, Sam Goldaper, Chick Hearn, Phil Jasner, Leonard Koppet, Leonard Lewin, Jack McCallum, Bob Ryan, Peter Vecsey.

## Elenco
| Nome                | Esordio   | Ritiro    | Media punti a partita | Media rimbalzi a partita | Media assist a partita | Media palle rubate a partita | Media Stoppate a partita | Percentuale al tiro (FG%) | Percentuale da 3 punti (3P%) | Percentuale ai tiri liberi (FT%) |
| ------------------- | --------- | --------- | --------------------- | ------------------------ | ---------------------- | ---------------------------- | ------------------------ | ------------------------- | ---------------------------- | -------------------------------- |
| Kareem Abdul-Jabbar | 1969-1970 | 1988-1989 | 24,6                  | 11,2                     | 3,6                    | 0,9                          | 2,6                      | 0,559                     | 0,056                        | 0,721                            |
| Nate Archibald      | 1970-1971 | 1983-1984 | 18,8                  | 2,3                      | 7,4                    |                              | 0,1                      | 0,467                     | 0,224                        | 0,810                            |
| Paul Arizin         | 1950-1951 | 1961-1962 | 22,8                  | 8,6                      | 2,3                    | n.d.                         | n.d.                     | 0,421                     | n.d.                         | 0,810                            |
| Charles Barkley     | 1984-1985 | 1999-2000 | 22,1                  | 11,7                     | 3,9                    | 1,5                          | 0,8                      | 0,541                     | 0,266                        | 0,735                            |
| Rick Barry          | 1965-1966 | 1979-1980 | 23,2                  | 6,5                      | 5,1                    | 2,0                          | 0,5                      | 0,449                     | 0,330                        | 0,900                            |
| Elgin Baylor        | 1958-1959 | 1971-1972 | 27,4                  | 13,5                     | 4,3                    | n.d.                         | n.d.                     | 0,431                     | n.d.                         | 0,780                            |
| Dave Bing           | 1966-1967 | 1977-1978 | 20,3                  | 3,8                      | 6,0                    | 1,3                          | 0,2                      | 0,441                     | n.d.                         | 0,775                            |
| Larry Bird          | 1979-1980 | 1991-1992 | 24,3                  | 10,0                     | 6,3                    | 1,7                          | 0,8                      | 0,496                     | 0,376                        | 0,886                            |
| Wilt Chamberlain    | 1959-1960 | 1972-1973 | 30,1                  | 22,9                     | 4,4                    | n.d.                         | n.d.                     | 0.540                     | n.d.                         | 0,511                            |
| Bob Cousy           | 1950-1951 | 1969-1970 | 18,4                  | 5,2                      | 7,5                    | n.d.                         | n.d.                     | 0,375                     | n.d.                         | 0,803                            |
| Dave Cowens         | 1970-1971 | 1982-1983 | 17,6                  | 13,6                     | 3,8                    | 1,1                          | 0,9                      | 0,460                     | 0,071                        | 0,783                            |
| Billy Cunningham    | 1965-1966 | 1975-1976 | 20,8                  | 10,1                     | 4,0                    | 1,2                          | 0,5                      | 0,446                     | n.d.                         | 0,720                            |
| Dave DeBusschere    | 1962-1963 | 1973-1974 | 16,1                  | 11,0                     | 2,9                    | 0,9                          | 0,5                      | 0,432                     | n.d.                         | 0,699                            |
| Clyde Drexler       | 1983-1984 | 1997-1998 | 20,4                  | 6,1                      | 5,6                    | 2,0                          | 0,7                      | 0,472                     | 0,318                        | 0,788                            |
| Julius Erving       | 1976-1977 | 1986-1987 | 22,0                  | 6,7                      | 3,9                    | 1,8                          | 1,5                      | 0,507                     | 0,261                        | 0,777                            |
| Patrick Ewing       | 1985-1986 | 2001-2002 | 21,0                  | 9,8                      | 1,9                    | 1,0                          | 2,4                      | 0,504                     | 0,152                        | 0,740                            |
| Walt Frazier        | 1967-1968 | 1979-1980 | 18,9                  | 5,9                      | 6,1                    | 1,9                          | 0,2                      | 0,490                     | n.d.                         | 0,786                            |
| George Gervin       | 1976-1977 | 1985-1986 | 26,2                  | 4,6                      | 2,8                    | 1,2                          | 0,8                      | 0,511                     | 0,297                        | 0,844                            |
| Hal Greer           | 1958-1959 | 1972-1973 | 19,2                  | 5,0                      | 4,0                    | n.d.                         | n.d.                     | 0,452                     | n.d.                         | 0,801                            |
| John Havlicek       | 1962-1963 | 1977-1978 | 20,8                  | 6,3                      | 4,8                    | 1,2                          | 0,3                      | 0,439                     | n.d.                         | 0,815                            |
| Elvin Hayes         | 1968-1969 | 1983-1984 | 21,0                  | 12,5                     | 1,8                    | 1,0                          | 2,0                      | 0,452                     | 0,147                        | 0,670                            |
| Magic Johnson       | 1979-1980 | 1995-1996 | 19,5                  | 7,2                      | 11,2                   | 1,9                          | 0,4                      | 0,520                     | 0,303                        | 0,848                            |
| Sam Jones           | 1957-1958 | 1968-1969 | 17,7                  | 4,9                      | 2,5                    | n.d.                         | n.d.                     | 0,456                     | n.d.                         | 0,803                            |
| Michael Jordan      | 1984-1985 | 2002-2003 | 30,12                 | 6,2                      | 5,3                    | 2,3                          | 0,8                      | 0,497                     | 0,327                        | 0,835                            |
| Jerry Lucas         | 1963-1964 | 1973-1974 | 17,0                  | 15,6                     | 3,3                    | 0,4                          | 0,3                      | 0,499                     | n.d.                         | 0,783                            |
| Karl Malone         | 1985-1986 | 2003-2004 | 25,0                  | 10,1                     | 3,6                    | 1,4                          | 0,8                      | 0,516                     | 0,274                        | 0,742                            |
| Moses Malone        | 1976-1977 | 1994-1995 | 20,6                  | 12,2                     | 1,4                    | 0,8                          | 1,3                      | 0,491                     | 0,100                        | 0,769                            |
| Pete Maravich       | 1970-1971 | 1979-1980 | 24,2                  | 4,2                      | 5,4                    | 1,4                          | 0,3                      | 0,441                     | 0,667                        | 0,820                            |
| Kevin McHale        | 1980-1981 | 1992-1993 | 17,9                  | 7,3                      | 1,7                    | 0,4                          | 1,7                      | 0,554                     | 0,261                        | 0,798                            |
| George Mikan        | 1948-1949 | 1955-1956 | 23,1                  | 13,4                     | 2,8                    | n.d.                         | n.d.                     | 0,404                     | n.d.                         | 0,782                            |
| Earl Monroe         | 1967-1968 | 1979-1980 | 18,8                  | 3,0                      | 3,9                    | 1,0                          | 0,3                      | 0,464                     | n.d.                         | 0,807                            |
| Shaquille O'Neal    | 1992-1993 | 2010-2011 | 23,7                  | 10,9                     | 2,5                    | 0,6                          | 2,3                      | 0,582                     | 0,045                        | 0,527                            |
| Hakeem Olajuwon     | 1984-1985 | 2001-2002 | 21,8                  | 11,1                     | 2,5                    | 1,7                          | 3,1                      | 0,512                     | 0,202                        | 0,712                            |
| Robert Parish       | 1976-1977 | 1996-1997 | 14,5                  | 9,1                      | 1,4                    | 0,8                          | 1,5                      | 0,537                     | n.d.                         | 0,721                            |
| Bob Pettit          | 1954-1955 | 1964-1965 | 26,4                  | 16,2                     | 3,0                    | n.d.                         | n.d.                     | 0,436                     | n.d.                         | 0,761                            |
| Scottie Pippen      | 1987-1988 | 2003-2004 | 16,1                  | 6,4                      | 5,2                    | 2,0                          | 0,8                      | 0,473                     | 0,326                        | 0,704                            |
| Willis Reed         | 1964-1965 | 1973-1974 | 18,7                  | 12,9                     | 1,8                    | 0,6                          | 1,1                      | 0,476                     | n.d.                         | 0,747                            |
| Oscar Robertson     | 1960-1961 | 1973-1974 | 25,7                  | 7,5                      | 9,5                    | 1,1                          | 0,1                      | 0,485                     | n.d.                         | 0,838                            |
| David Robinson      | 1989-1990 | 2002-2003 | 21,1                  | 10,6                     | 2,5                    | 1,4                          | 3,0                      | 0,518                     | 0,250                        | 0,736                            |
| Bill Russell        | 1956-1957 | 1968-1969 | 15,1                  | 22,5                     | 4,3                    | n.d.                         | n.d.                     | 0,440                     | n.d.                         | 0,561                            |
| Dolph Schayes       | 1949-1950 | 1963-1964 | 18,5                  | 12,1                     | 3,1                    | n.d.                         | n.d.                     | 0,380                     | n.d.                         | 0,849                            |
| Bill Sharman        | 1950-1951 | 1960-1961 | 17,8                  | 3,9                      | 3,0                    | n.d.                         | n.d.                     | 0,426                     | n.d.                         | 0,883                            |
| John Stockton       | 1984-1985 | 2002-2003 | 13,1                  | 2,7                      | 10,5                   | 2,2                          | 0,2                      | 0,515                     | 0,384                        | 0,826                            |
| Isiah Thomas        | 1981-1982 | 1993-1994 | 19,2                  | 3,6                      | 9,3                    | 1,9                          | 0,3                      | 0,452                     | 0,290                        | 0,759                            |
| Nate Thurmond       | 1963-1964 | 1976-1977 | 15,0                  | 15,0                     | 2,7                    | 0,5                          | 2,1                      | 0,421                     | n.d.                         | 0,667                            |
| Wes Unseld          | 1968-1969 | 1980-1981 | 10,8                  | 14,0                     | 3,9                    | 1,1                          | 0,6                      | 0,509                     | 0,500                        | 0,633                            |
| Bill Walton         | 1974-1975 | 1986-1987 | 13,3                  | 10,5                     | 3,4                    | 0,8                          | 2,2                      | 0,521                     | n.d.                         | 0,660                            |
| Jerry West          | 1960-1961 | 1973-1974 | 27,0                  | 5,8                      | 6,7                    | 2,6                          | 0,7                      | 0,474                     | n.d.                         | 0,814                            |
| Lenny Wilkens       | 1960-1961 | 1974-1975 | 16,5                  | 4,7                      | 6,7                    | 1,3                          | 0,2                      | 0,432                     | n.d.                         | 0,774                            |
| James Worthy        | 1982-1983 | 1993-1994 | 17,6                  | 5,1                      | 3,0                    | 1,1                          | 0,7                      | 0,521                     | 0,241                        | 0,769                            |